# Kiaeria starkei
Kiaeria starkei ist eine Laubmoos-Art aus der Familie Oncophoraceae. Die Art ist nach J. C. Starke, dem Sammler des Typusmaterials, benannt.

## Merkmale
Kiaeria starkei ähnelt im Aussehen einer Dicranum-Art. Sie bildet gelblichgrüne bis bräunlichgrüne, bis 6 Zentimeter hohe Rasen. Der Stämmchenquerschnitt zeigt einen kräftigen Zentralstrang. Die Blätter sind meist sichelförmig-einseitswendig, seltener fast gerade, aus breiterem Grund pfriemenförmig ausgezogen, ganzrandig oder mit leicht gezähnelter Blattspitze und austretender Rippe. Die Blattflügelzellen sind deutlich differenziert, groß, gebräunt und zum Teil zweizellschichtig.
Das Moos fruchtet recht häufig. Die Sporenkapsel auf der rötlichen Seta ist länglich, schwach geneigt und etwas kropfig. Die entleerte und trockene Kapsel ist längs gefurcht.

## Standortansprüche und Verbreitung
Kiaeria starkei ist ein Gebirgsmoos, kalkmeidend und wächst besonders an feuchten, lange von Schnee bedeckten (Schneetälchen), oft nordseitigen Standorten auf Erde, Kiesboden oder übererdetem Gestein. In den Alpen steigt es bis in die obere alpine Höhenstufe. Das niedrigste bekannte Vorkommen in Deutschland befindet sich in zirka 700 Meter Höhe im Harz.
In Europa kommt es bis in die arktischen Gebiete vor. Darüber hinaus gibt es Vorkommen in Asien und Nordamerika. Angaben über Vorkommen auf der Südhalbkugel werden bezweifelt.